# Dmitri Alexeyev
Dmitri Alexeyev –en ruso, Дмитрий Алексеев– (31 de enero de 1966) es un deportista soviético que compitió en luge. Ganó una medalla de bronce en el Campeonato Mundial de Luge de 1985, en la prueba doble.

## Palmarés internacional
| Campeonato Mundial | Campeonato Mundial | Campeonato Mundial | Campeonato Mundial |
| Año                | Lugar              | Medalla            | Prueba             |
| ------------------ | ------------------ | ------------------ | ------------------ |
| 1985               | Oberhof (RDA)      | Medalla de bronce  | Doble              |